# Аудіоантологія української поезії
«Аудіоантоло́гія украї́нської пое́зії» — перша антологія української поезії в аудіо варіанті, яка складається з дев'яти дисків поезії тринадцяти відомих поетів України.

## Історія створення

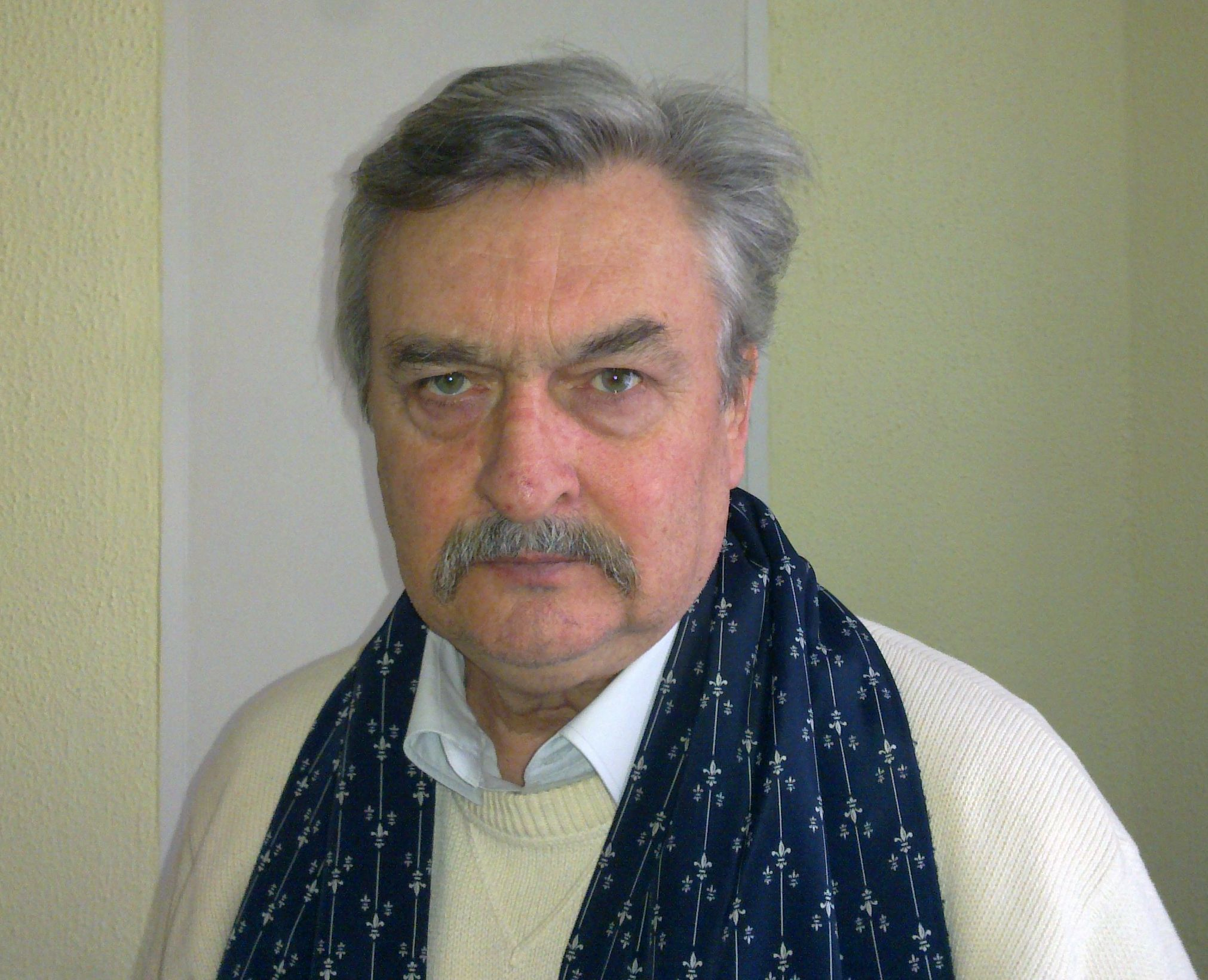
Биструшкін Олександр Павлович

Автором, режисером і виконавцем «Аудіоантології української поезії» є народний артист України Олександр Биструшкін, а його співавтором і звукорежисером — Олег Ступка. 

Укладати поетичну антологію актор Олександр Биструшкін почав 10 років тому зі збірки «Зів'яле листя» Івана Франка. З творчістю Франка його пов'язує ще дипломна робота в театральному інституті, коли він на її захисті перелякав «до смерті» членів екзаменаційної комісії, читаючи із Франкового «Мойсея» і такі рядки (був 1970 рік):

|  | Народе мій, замучений, розбитий, Мов паралітик той на роздорожжу, Людським презирством, ніби струпом, вкритий!»... |

Майже чверть століття Биструшкін пропрацював актором в київському театрі імені Івана Франка, потім 13 років очолював Головне управління культури Київської міськдержадміністрації, не вписався в «молоду команду» нового Голови — мусив звільнитися, перечитуючи Шевченка і Франка «… зрозумів, що таке насправді біль і самота!». Тоді й почалась робота над першим диском.

Коли записував перші диски, то навіть не думав ні про яку «Антологію». Твори для читання підбирав сам.

Над аудіоантологією працювали відомі звукорежисери та художники.

Перший наклад «антології» (1000 копій) вийшов при допомозі благодійного фонду одного з Президентів України, його повністю передали в сільські школи країни.

## Склад альбому
До альбому увійшло дев'ять дисків (десять годин звучання) із записами творів 13-ти видатних поетів України.

Це вірші:

Тараса Шевченка, Івана Франка, Павла Тичини, Олександра Олеся, Володимира Сосюри, Василя Симоненка, Миколи Вінграновського, Леоніда Кисельова, Бориса Олійника, Івана Драча, Ігоря Римарука, Василя Герасим'юка, листи до сина Василя Стуса та його поезії.

## Музикальне оформлення
Читання поезій супроводжує музика.

Це твори: Лятошинського, Сильвестрова, Губи, Івасюка, Нестерова, Скорика, Чембержі, Станковича, народні українські пісні та інші

Запис музики зроблено музикантами Національного симфонічного оркестру України під керівництвом диригента Володимира Сіренка.

## Художнє оформлення
В оформленні дисків використані ілюстрації художників Андрія Чебикіна, Валерія Франчука, Георгія і Сергія Якутовичів.

## Вступ до аудіодисків
До кожної аудіозбірки зроблено вступ відомими митцями:

Борис Олійник — до записів Івана Франка; Микола Жулинський — до Тараса Шевченка; Сергій Кальченко — до шістдесятників; Іван Драч — до Павла Тичини; Дмитро Стус — до «Листів»(листів батька і його поезії); Павло Вольвач — до Олександра Олеся; Юрій Андрухович — до Володимира Сосюри.

## Представлення на нагороду
В 2012 році основні творці аудіо збірки Олександр Биструшкін і звукорежисер Олег Ступка представлені до нагородження Національною премією України імені Тараса Шевченка.